# S’Iscia ’e Sas Piras

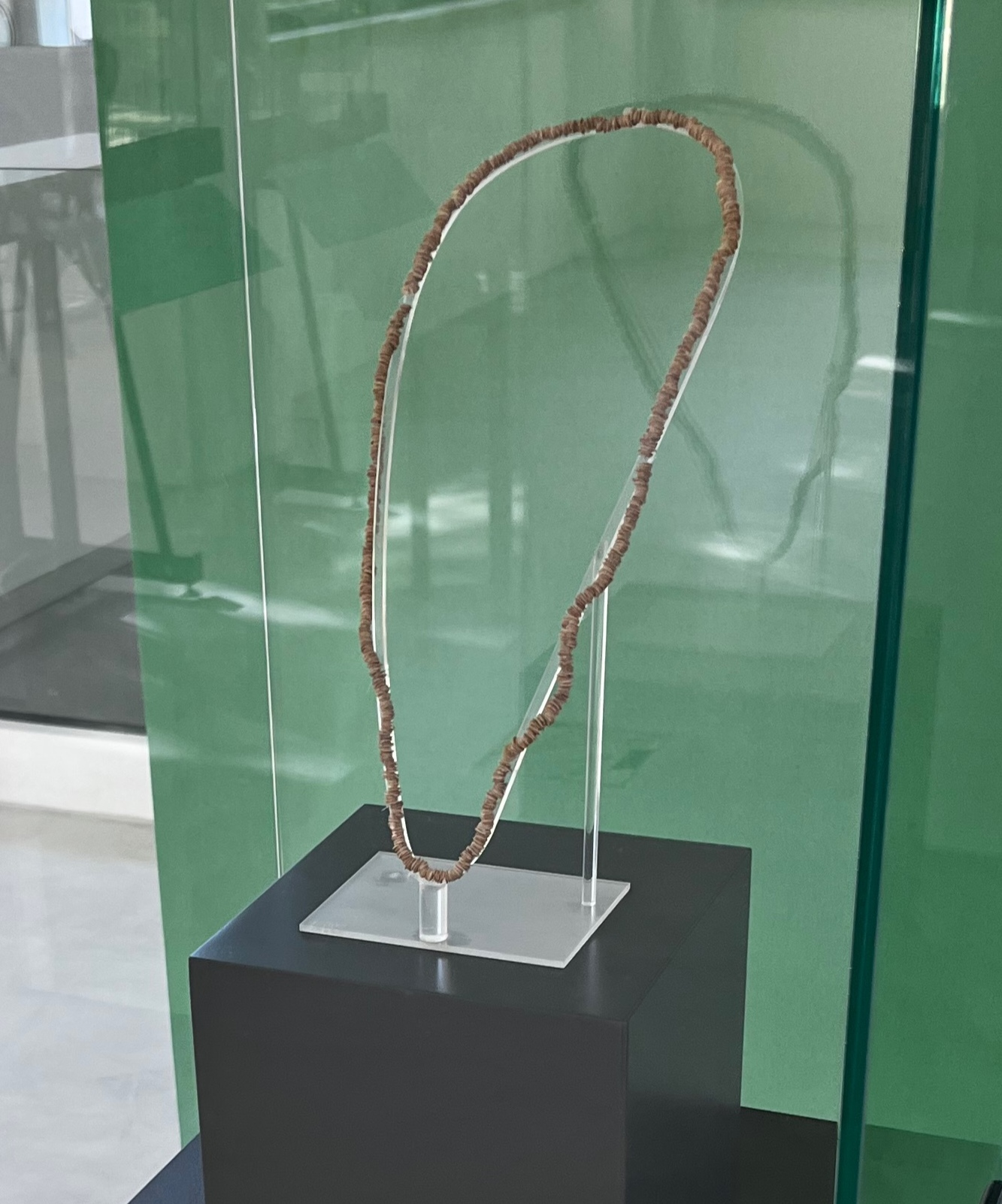
Perlenkette von S’Iscia ’e Sas Piras

Die Nekropole von S’Iscia ’e Sas Piras besteht aus drei Domus de Janas des Typs mit architektonischer Fassade (italienisch Domus a prospetto architettonico) und liegt 0,6 km südwestlich von Usini in der Metropolitanstadt Sassari auf Sardinien in der Nähe einer Römerstraße, die sardisch „S’istrada de sos Padres“ (Straße der Väter) genannt wird.
Die Nekropole besteht aus zwei benachbarten und einer etwa 200 Meter entfernten Anlage. Im etwa 2,1 × 2,9 m messenden Grab II wurden bei in den 1960er Jahren von Editta Castaldi durchgeführten Ausgrabungen die Reste von neun Männern, drei Frauen und zwei Kindern und eine Perlenkette gefunden. Die sonstigen Funde stammen aus der späten Bronzezeit (12. Jahrhundert v. Chr.).
Die von Franco Germanà 1975 durchgeführten anthropologischen Analysen ergaben, dass die Durchschnittsgröße der begrabenen Männer 167,7 cm, die der Frauen 155,5 cm betrug. Die drei untersuchten Schädel waren langschädelig (dolichomorph). Durch das fast vollständige Fehlen von Karies kann gefolgert werden, dass die Menschen gesund lebten.
In der Nähe liegt die Nekropole von S’Elighe Entosu.